# Публий Деций Мус (консул 279 года до н. э.)
Публий Деций Мус (лат. Publius Decius Mus) — древнеримский политический деятель и полководец, консул 279 года до н. э.
Публий Деций происходил из плебейского рода Дециев, его отцом был Публий Деций Мус, консул 312 года до н. э.
В 279 году Публий Деций вместе со своим коллегой Публием Сульпицием Саверрионом воевал против вторгшегося в Италию Пирра в битве при Аускуле. Ещё до начала битвы Деций намеревался принести себя в жертву во время сражения, как сделали его отец и дед, ради победы над врагом. Но Пирр отдал приказ своим воинам не убивать Деция, а, напротив, взять его живым, чтобы впоследствии казнить. Цицерон в одном из своих сочинений отмечает, что Публий Деций был убит в бою, повторив судьбу отца и деда. Но в другом сочинении он упоминает только двух Дециев, пожертвовавших собой ради победы. Также неясным остается исход битвы, в которой Деций принимал участие. Иероним из Кардии отмечает, что победа осталась за Пирром, Дионисий Галикарнасский указывает на то, что ни одна из сторон не добилась успеха, римские же источники отдают победу римской армии.
Как сообщает Аврелий Виктор, Публий Деций участвовал в подавлении заговора бывших рабов, отпущенных на волю своими хозяевами, в этрусском городе Вольсинии. Со многими из них он расправился, остальных вернул в рабство прежним хозяевам. Другие источники приписывают поход против Вольсиний консулу 265 года до н. э. Квинту Фабию Максиму Гургиту, погибшему при осаде города.